# Pordic (Pordic)
Pordic ist eine Ortschaft und eine ehemalige französische Gemeinde mit 6.359 Einwohnern (Stand: 1. Januar 2018) im Département Côtes-d’Armor in der Region Bretagne. Sie gehörte zum Arrondissement Saint-Brieuc und zum Kanton Plérin. Die Bewohner nennen sich Pordicais(e).
Mit Wirkung vom 1. Januar 2016 wurden die ehemaligen Gemeinden Pordic und Tréméloir zur namensgleichen Commune nouvelle Pordic zusammengelegt und haben in der neuen Gemeinde den Status einer Commune déléguée. Der Verwaltungssitz befindet sich im Ort Pordic.

## Lage
Pordic grenzt im Nordosten an den Ärmelkanal. Nachbarorte sind Lantic im Nordwesten, Binic-Étables-sur-Mer im Norden, Plérin im Südosten, Trémuson im Süden, Plélo im Südwesten und Trégomeur im Westen.

## Bevölkerungsentwicklung
| Jahr      | 1962  | 1968  | 1975  | 1982  | 1990  | 1999  | 2008  | 2018  |
| --------- | ----- | ----- | ----- | ----- | ----- | ----- | ----- | ----- |
| Einwohner | 3.043 | 2.957 | 3.343 | 4.288 | 4.635 | 5.176 | 5.737 | 6.359 |

## Sehenswürdigkeiten
- Bunker
- Kirche Saint-Pierre

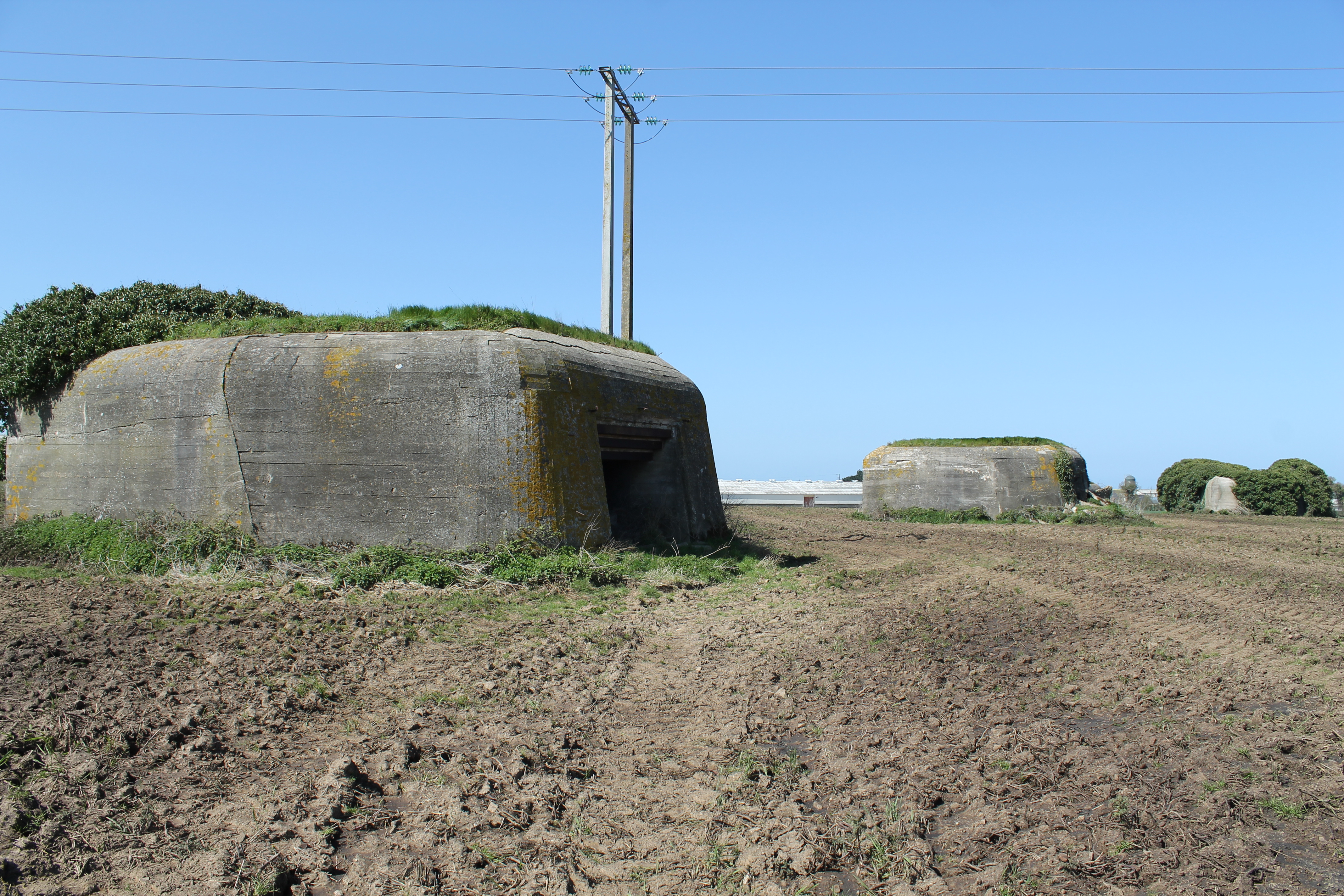
Einer der Bunker
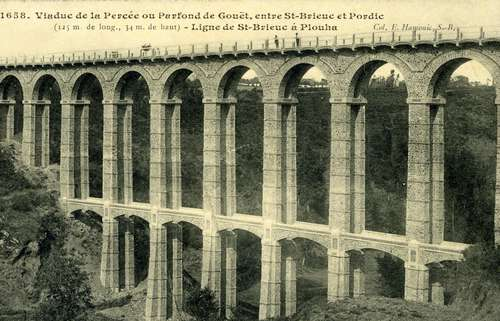
Eisenbahnviadukt von Pordic, aufgenommen im Jahr 1910
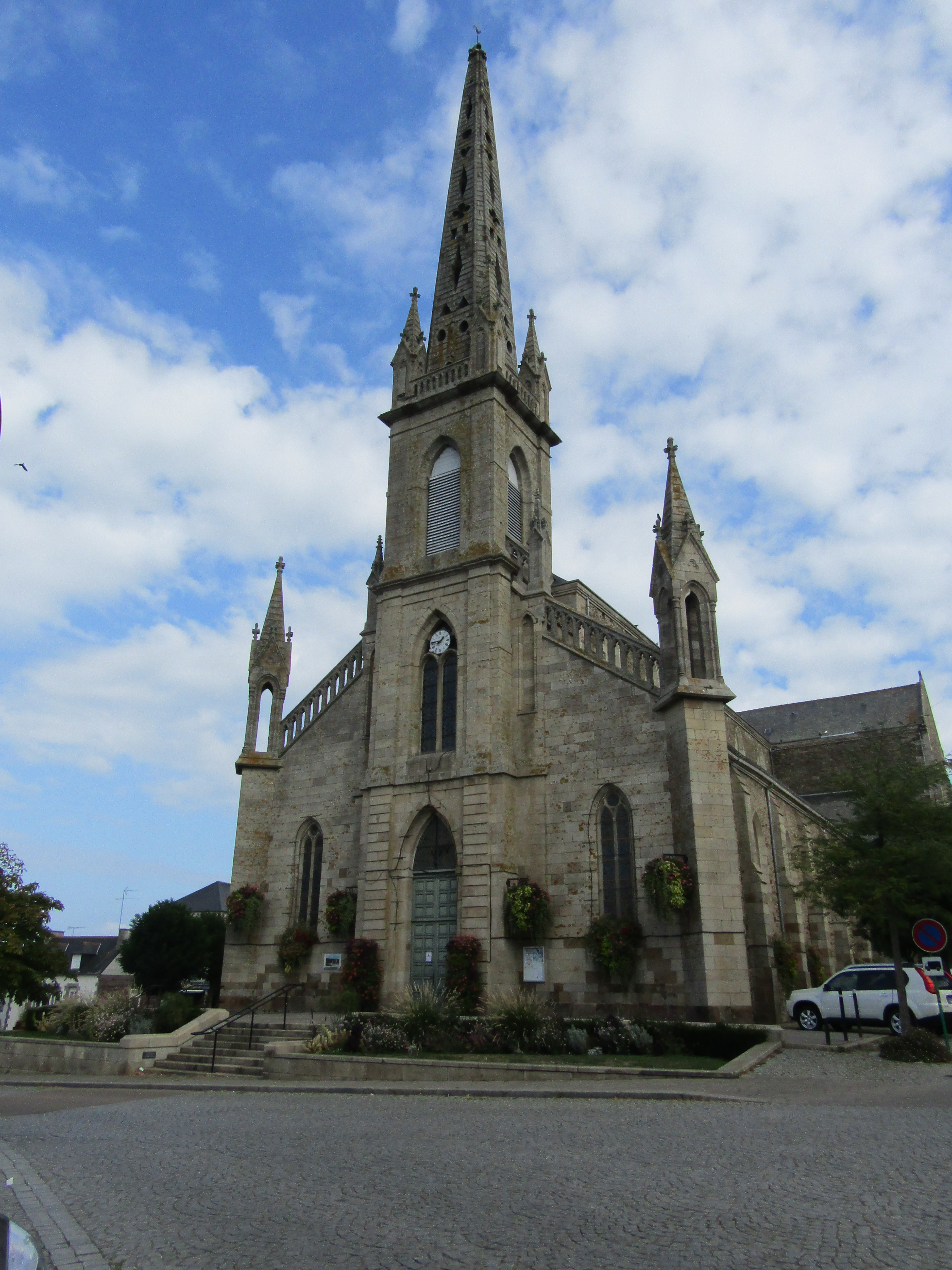
Kirche Saint-Pierre